# Fontains
Fontains település Franciaországban, Seine-et-Marne megyében. Lakosainak száma 261 fő (2022. január 1.). Fontains Nangis, Rampillon, Villeneuve-les-Bordes és La Chapelle-Rablais községekkel határos.

## Népesség
A település népességének változása:
| Lakosok száma | 234  | 231  | 244  | 247  | 255  | 258  | 263  | 266  | 261  |
|               | 2013 | 2015 | 2016 | 2017 | 2018 | 2019 | 2020 | 2021 | 2022 |